# Contínuo
Contínuo, estafeta, moço de recados (em Portugal), ou ainda office-boy (em tradução literal do inglês, rapaz de escritório) é o profissional que trabalha em escritórios exercendo variadas tarefas, como o transporte de correspondências, documentos, objetos e valores, dentro e fora das instituições, para além de efetuar serviços bancários e de correio, depositando ou apanhando o material e entregando-o aos destinatários; auxilia na secretaria e opera equipamentos de escritório (fotocopiadora, telefax, etc.); transmite mensagens orais e escritas além de recepcionar visitantes.
A origem da profissão remonta ao tempo de Augusto, os antigos gregos e romanos fizeram uso de uma classe de mensageiros montados a cavalo ou carruagens chamados de "anabasii" para rapidamente trazer mensagens e comandar longas distâncias.